# Юкном-Ток-Кавиль
Юкном-Ток-Кавиль (майя: yu[ku]-?-?-li-TO:K'-K'AWI:L-li) — правитель Канульского царства со столицей Калакмуля. 

## Биография
Юкном-Ток-Кавиль является преемником Чохота.
В 702 году в честь окончания катуна он возвёл множество стел.
Юкном-Ток-Кавиль участвовал на коронации царя Эль-Перу. 
После окончания катуна в 731 году он снова возвёл стелы, большинство которых находились у основания Структуры I. До 1960-х годов, именно тогда грабители испортили стелы, они были самыми сохранившимися памятниками в Калакмуле. Стела 51, изображающая Юкном-Ток-Кавиля, сейчас находится в Национальном музее антропологии в Мехико, Мексика.
На алтаре из Тикаля изображён пленник из Калакмуля. Изображение датируется периодом между 733 и 736 годами. Подпись к изображению повреждена, но возможно пленником был Юкном-Ток-Кавиль.
Его преемником стал Вамав-Кавиль, воцарившийся в 736 году.

### Семья
Супругой Юкном-Ток-Кавиля была женщина, упомянутая на стеле 51. Его дочь вышла замуж за царя Ла-Короны в 721 году.

## Галерея

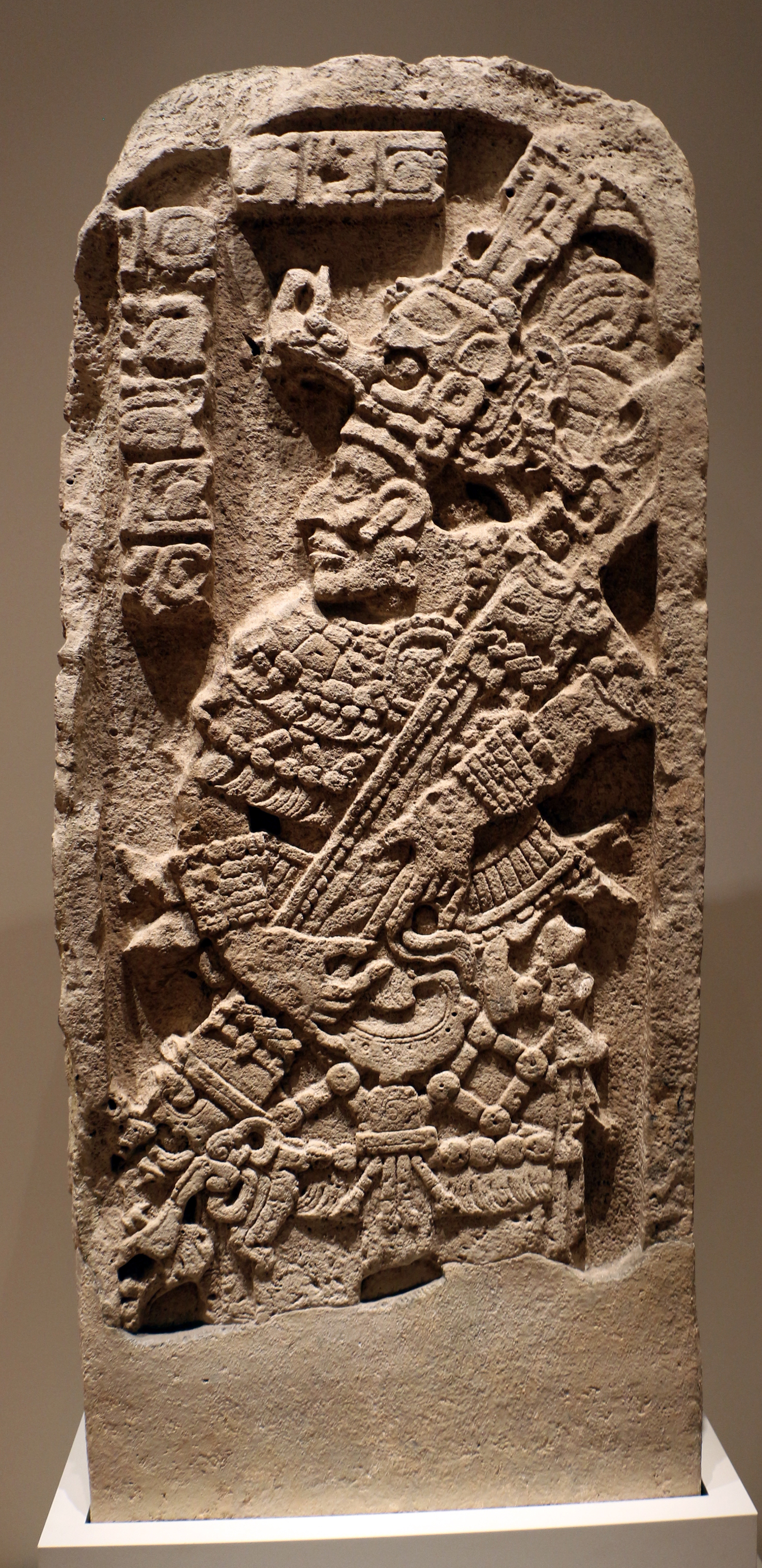
Стела 702 года
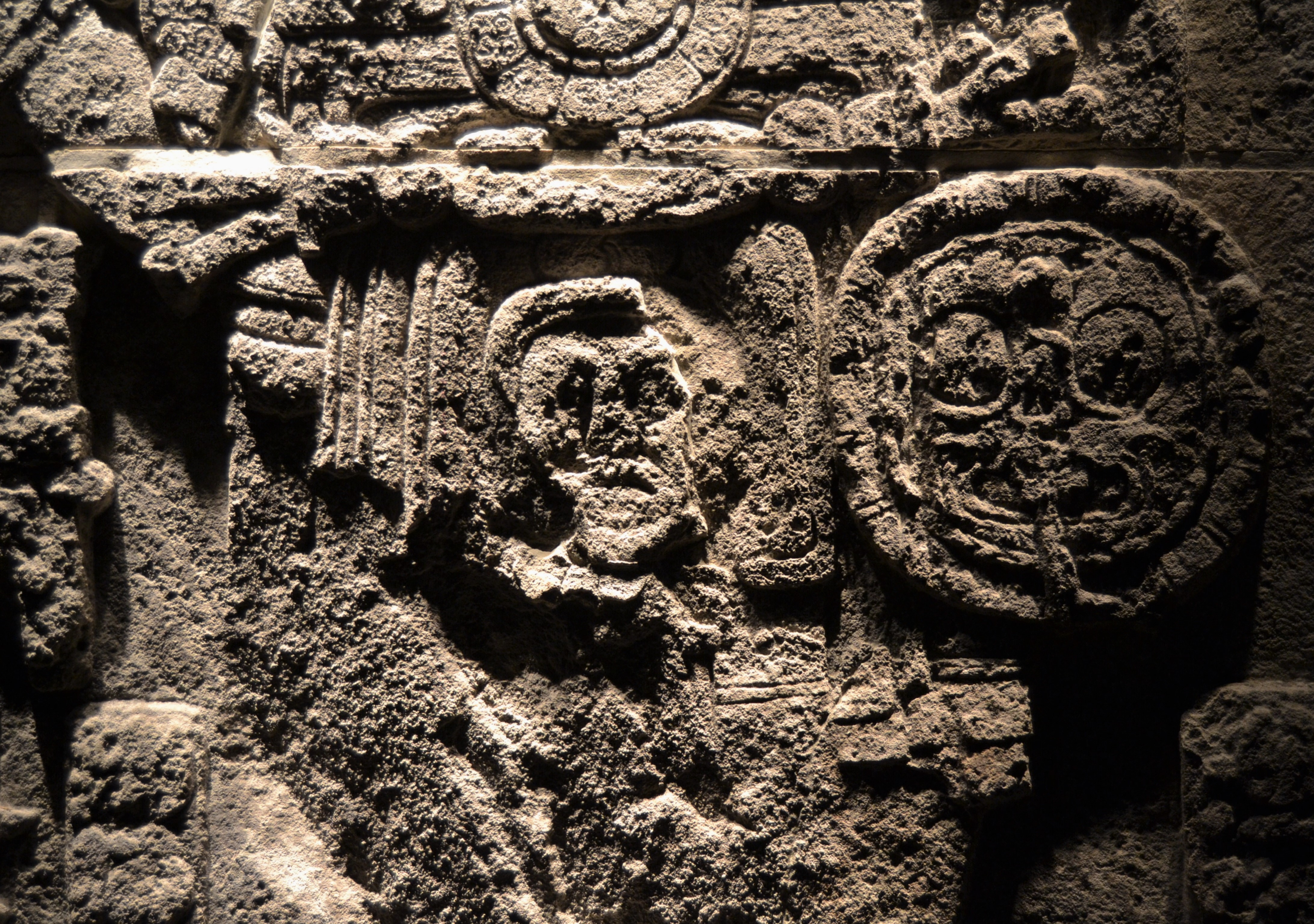
Стела 89
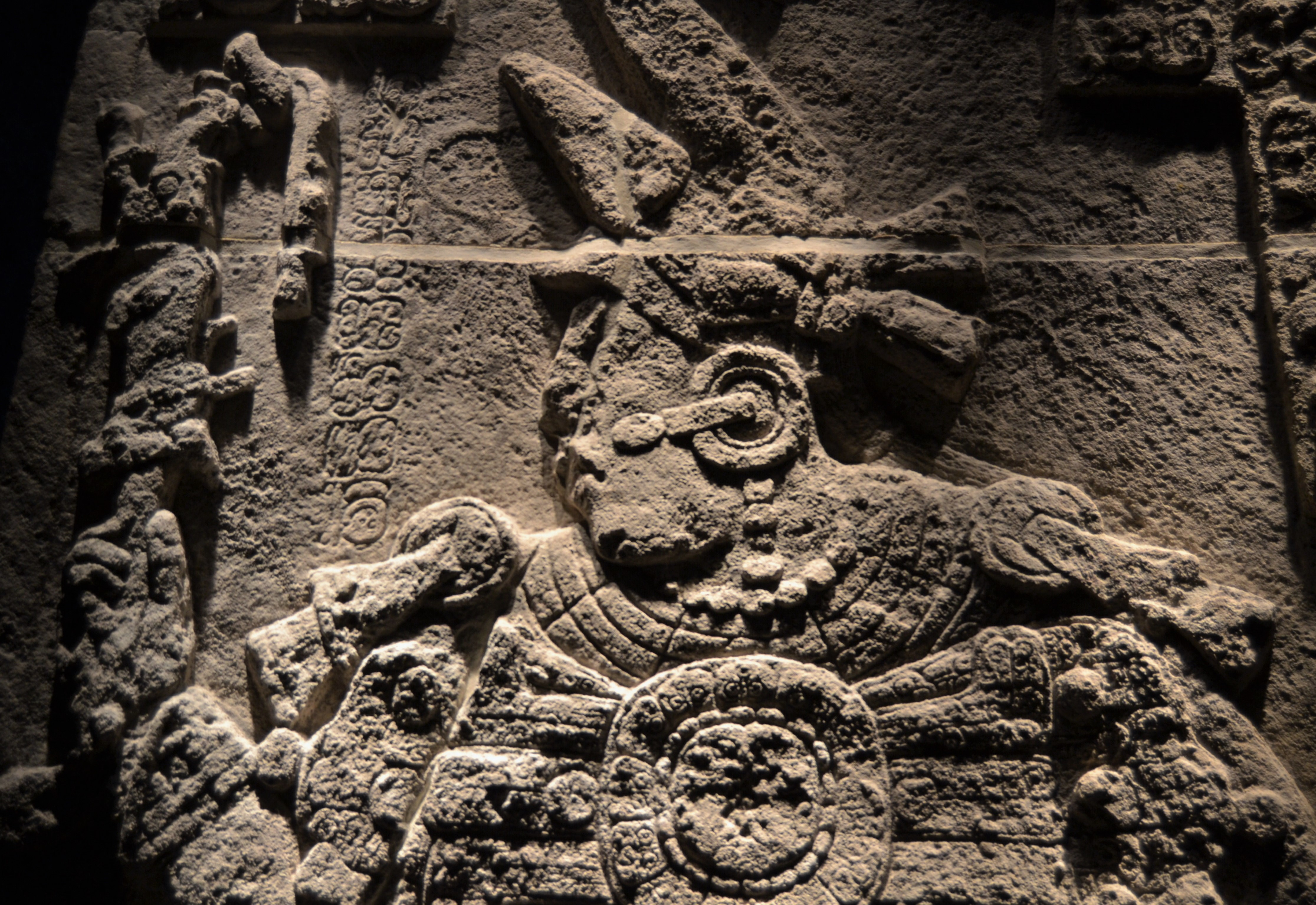
Стела 89